# فاطمة طالب
فاطمة طالب (مواليد 1 يناير 1928- )، معلمة سودانية وناشطة في حقوق المرأة، نظمت أول منظمة للنساء فقط في السودان.

## نشاطها
في عام 1946، أسست مع أصدقائها وزملائها في كلية غوردون التذكارية، محاسن عبد العال وخالدة زاهر، الجمعية الثقافية النسائية في أم درمان. والتي تهدف لتثقيف المرأة وتمكينها وتقديم الدعم الاجتماعي لها. من أجل العمل، كانت الجمعية بحاجة دعم السلطات البريطانية، لذلك فقد أُعلن عنها فقط بوصفها شاغلا اجتماعيا، ولكن له طابع سياسي. والتحقت تسع نساء على الفور، ولكن الجمعية لم تستمر إلا لمدة عامين. ورغم قصر حياتها، فإنها مهمة لأنها كانت أول منظمة نسائية فقط تنشأ في السودان
في عام 1949، أصبحت أول عضوة في جماعة الإخوان المسلمين. وانضمت إليها أخوات من عائلة المهدي وأسسوا معا جمعية تنمية المرأة.
في عام 1952، أسست مع خالدة زاهر وغيرها، الاتحاد النسائي السوداني. الذي سعى لتوحيد وتعزيز قضايا المرأة. تكونت اللجنة التنفيذية الأولى من فاطمة طالب إسماعيل وخالدة زاهر وفاطمة أحمد إبراهيم. وكانت فاطمة رئيس الاتحاد من 1952 إلى 1966. وكان إنشاء الاتحاد من أهم الأحداث في الكفاح ضد الاستعمار في السودان. وقد مكَن هذا البرنامج المرأة من تعبئة جهودها لفهم وحماية حقوقها الاجتماعية والاقتصادية والمدنية. وقد أنشئ في ظل العقائد الأفريقية والإيديولوجيات الاشتراكية.

## حياة شخصية
ولدت فاطمة في 1 يناير 1928 في الرنك بجنوب السودان. كان والدها ضابطًا في الجيش وأحد قادة ثورة 1924. تلقت تعليمها في مدرسة الوحدة الثانوية في الخرطوم، وهي أول امرأة من السودان تحصل على شهادة جامعية من جامعة لندن.

## حياتها المهنية
كانت طالب أول امرأة في السودان تصبح مديرة مدرسة ثانوية. خلال حياتها المهنية عملت في اليمن، وقدمت خططًا لتعليم المرأة. في عام 2004، أجريت مقابلة مع طالب حول دورها في الحركة النسائية السودانية.